# هجوم القنصلية الهندية في هراة 2014
تعرضت القنصلية الهندية في هراة بأفغانستان للهجوم في 23 مايو 2014 من قبل أربعة مسلحين مدججين بالسلاح، قبل ثلاثة أيام من حفل تنصيب ناريندرا مودي رئيسًا لوزراء الهند.

## الهجوم
في 23 مايو 2014، هوجمت القنصلية الهندية في هراة في أفغانستان حوالي الساعة 3:15 م بواسطة أربعة مسلحين مدججين بالسلاح. كان المهاجمون مسلحين ببنادق آلية وقذائف صاروخية وقنابل يدوية وسترات انتحارية. لقد فتحوا النار من منزل قريب. قُتل جميع المهاجمين خلال معركة نارية طويلة، اثنان منهم على يد شرطة الحدود الهندية التبتية وآخرون على أيدي قوات الأمن الأفغانية.
لم يصب أحد من موظفي القنصلية. حرست فرقة تكونت من 23 من أفراد شرطة الحدود الهندية التبتية القنصلية. تتمتع القنصلية، الواقعة في وسط هراة، بحماية واسعة لا تقارن إلا بالقنصلية الأمريكية في المدينة، ولديها ثلاث طبقات أمنية على الأقل، ويجب على الزوار السير 200 متر للوصول إليها حيث أن الطريق المؤدي إليها محصن.
لم تعلن أي جماعة مسؤوليتها عن الهجوم.

## التحليل
في 25 مايو، أبلغ الرئيس الأفغاني حامد كرزاي وسائل الإعلام الهندية أن منظمة لشكر طيبة، وهي منظمة إرهابية باكستانية لها صلات بوكالة الاستخبارات الباكستانية، مسؤولة عن الهجوم. كما وافقت الأجهزة الأمنية الهندية على هذا التقييم. في يونيو، خرجت وزارة الخارجية الأمريكية بتقييمها الخاص بأن جماعة لشكر طيبة كانت مسؤولة عن الهجمات وأعادت تصنيف منظمة عسكر طيبة كمنظمة إرهابية. وبعد حظر رمزي من الرئيس مشرف، أعادت الجماعة تسمية نفسها باسم جماعة الدعوة وبدأت في الظهور كمؤسسة خيرية.
ووفقًا للمحلل الأمريكي بجنوب آسيا، بروس ريدل، فإن جماعة لشكر طيبة كانت تخطط لأخذ الدبلوماسيين الهنود رهائن وإعدامهم في نفس وقت تولِّي ناريندرا مودي منصبه. كان هدفهم، وفقًا لريدل، هو تشويه سمعة رئيس الوزراء الباكستاني نواز شريف، الذي كان من المقرر أن يحضر حفل تنصيب مودي. كان من المفترض أن يكون هذا ردًا على شريف لأنه قدم دكتاتور الجيش السابق برويز مشرف للمحاكمة بتهمة الخيانة.
أفادت مجلة ذا ديبلومات عن خبير أمني باكستاني ذكر أن توقيت الهجوم كان مرتبطًا بحفل أداء اليمين لناريندرا مودي. قيل أن هناك قوى في باكستان انزعجت من أي زعيم يجتمع مع زعيم حزب بهاراتيا جاناتا لأنهم يعتبرونه عدوًا.

## ردود الأفعال
تحدث الرئيس الأفغاني حامد كرزاي إلى رئيس الوزراء الهندي المكلف ناريندرا مودي بعد الهجوم حيث وصف ما حدث بأنه «هجوم على أفغانستان والهند ومصالحنا المشتركة». ندد ناريندرا مودي بالهجوم وأكد دعمه للسفير الهندي لدى أفغانستان عمار سينها.
كما أدانت وزارة الخارجية السريلانكية ووزارة الخارجية الباكستانية الهجوم.